# Lacmellea klugii
Lacmellea klugii är en oleanderväxtart som beskrevs av Monachino. Lacmellea klugii ingår i släktet Lacmellea och familjen oleanderväxter. Inga underarter finns listade i Catalogue of Life.